# 프라이드 밴드
프라이드 밴드는 대한민국의 음악 그룹이다. 2011년 1집 앨범 [Nothing is impossible]로 정식 데뷔했다.

## 방송
- TOP밴드 1 (2011)

## 음반
- 프라이드 밴드 (2006)
- Nothing is impossible (2011)
- 안녕 (2017)
- 아름다웠던 (2018)
- 주의 음성을 내가 들으니 (2019)
- 이 소망 때문이지 (2019)
- 예수가 있네 (2020)
- 넘지 못할 산이 있거든 (2021)

## 피처링
- 히스팝 <Jesus Da On Way> (2012)

## 경력
- 기아대책 홍보대사 (2018)